# Lago Nuevo
El lago Nuevo es un lago de origen glacial ubicado en Argentina, al sudoeste de la provincia de Neuquén, en el departamento Lácar.

## Geografía
Situado en la cordillera de los Andes, es de forma cuadrangular y ocupa una cuenca de origen glaciar. Se extiende desde suroeste al noreste, a pocos kilómetros al este del lago Traful y junto al lago Falkner. Está rodeado por un denso bosque de tipo andino-patagónica. Posee un largo de 1,25 kilómetros y un ancho máximo de 750 metros.

## Hidrografía
Forma parte de la cuenca del río Negro.
Es el tercero en la cadena de lagos que alimentan el río Caleufú, un afluente del río Collón Curá, que a su vez es un afluente del río Limay. Su principal afluente es un río muy corto emisario del lago Falkner. Luego, el lago desagua en el río Filo Hua Hum Oeste que alimenta al lago Filo Hua Hum.